# Немчевець
Немчевець (хорв. Nemčevec) — населений пункт у Хорватії, у Копривницько-Крижевецькій жупанії у складі громади Горня Рієка.

## Населення
Населення за даними перепису 2011 року становило 18 осіб.
Динаміка чисельності населення поселення: